# يحيى العلمي
يحيى العلمي (5 يوليو 1941 – 19 يناير 2002)، مخرج أفلام مصري راحل ورئيس قطاع الإنتاج بالتلفزيون المصري الأسبق.

## حياته
ولد في الزقازيق، بدأ عمله في السينما والتلفزيون بعد تخرجه من كلية الحقوق في بداية الستينيات، وشكل مع المخرجين محمد فاضل (مخرج) وإسماعيل عبد الحافظ نجوم الجيل الثاني من مخرجي التلفزيون المصري في بداياته الأولى، بعد الجيل الأول الذي تكون من الراحلين نور الدمرداش وحمادة عبد الوهاب ويوسف مرزوق. أخرج العلمي في حياته الفنية ثلاثين فيلما تقريبا أبرزها «خائفة من شيء ما» و«طائر الليل الحزين» و«تزوير في أوراق رسمية» و«الحب أيضا يموت» بطولة صلاح ذو الفقار.
من أهم أعماله في التلفزيون مسلسل رأفت الهجان بطولة محمود عبد العزيز الذي تجاوز عدد حلقاته الستين حلقة تطرق فيها لحياة رجل مخابرات مصري تم زرعه في إسرائيل وكان له دور هام في حرب 1973، وكانت شوارع القاهرة تبدو خالية في توقيت عرض المسلسل. كذلك مسلسل «هو وهي» بطولة سعاد حسني ومسلسل «لا» للكاتب مصطفى أمين ولطه حسين مسلسل الأيام بطولة أحمد زكي.
توفي في 19 يناير 2002 عن عمر يناهز 61 عاما بعد صراع مرير استمر بضعة أشهر مع إصابة في القلب.

## أعماله

### مسلسلات
| العنوان                    | العام | الموضوع    | بطولة            | قصة                 | ملاحظات            |
| -------------------------- | ----- | ---------- | ---------------- | ------------------- | ------------------ |
| أشجان                      | 1970  | اجتماعي    | سهير رمزي        | مصطفى كامل          | أبيض وأسود 7 حلقات |
| العنكبوت                   | 1973  | جريمة      | عزت العلايلي     | مصطفى محمود         | أبيض وأسود 7 حلقات |
| برج الحظ                   | 1978  | كوميدي     | صفاء أبو السعود  | لينين الرملي        | 10 حلقات           |
| رجل عاش مرتين              | 1978  | دراما      | كمال الشناوي     | مدحت السباعي        | 13 حلقة            |
| الأيام                     | 1979  | سيرة ذاتية | أحمد زكي         | أمينة الصاوي        | 13 حلقة            |
| العملاق                    | 1979  | سيرة ذاتية | محمود مرسي       | عصام الجمبلاطي      | 17 حلقة            |
| زينب والعرش                | 1980  | الصحافة    | سهير رمزي        | فتحي غانم           | 31 حلقة            |
| دموع في عيون وقحة          | 1980  | جاسوسية    | عادل إمام        | صالح مرسي           | 14 حلقة            |
| أديب                       | 1982  | دراما      | نور الشريف       | محمد جلال عبد القوي | 16 حلقة            |
| هو وهي                     | 1985  | كوميدي     | سعاد حسني        | صلاح جاهين          | حلقات منفصلة       |
| رأفت الهجان (الجزء الأول)  | 1988  | جاسوسية    | محمود عبد العزيز | صالح مرسي           | 15 حلقة            |
| اليقين                     | 1990  | دراما      | محمود ياسين      | محمد صفاء عامر      | 13 حلقة            |
| رأفت الهجان (الجزء الثاني) | 1990  | جاسوسية    | محمود عبد العزيز | صالح مرسي           | 27 حلقة            |
| رأفت الهجان (الجزء الثالث) | 1991  | جاسوسية    | محمود عبد العزيز | صالح مرسي           | 14 حلقة            |
| دموع صاحبة الجلالة         | 1993  | تاريخ      | ميرفت أمين       | موسى صبري           | 15 حلقة            |
| لا                         | 1994  | دراما      | يحيى الفخراني    | مصطفى أمين          | 14 حلقة            |
| الزيني بركات               | 1995  | تاريخ      | أحمد بدير        | جمال الغيطاني       | 21 حلقة            |
| نصف ربيع الآخر             | 1996  | دراما      | يحيى الفخراني    | محمد جلال عبد القوي | 14 حلقة            |
| الحاوي                     | 1997  |            | فاروق الفيشاوي   | محسن زايد           | 18 حلقة            |
| خيال الظل                  | 2000  |            | فاروق الفيشاوي   | عاطف البكري         |                    |

### أفلام
- 1990: دليل المرأة الذكية
- شباب يرقص فوق النار
- الليلة الموعودة
- تزوير في أوراق رسمية
- الخدعة الخفية
- طائر الليل الحزين.
- خطيئة ملاك.
- شلة الأنس للدكتور مصطفى محمود.
- الدموع الساخنة.
- لقاء مع الماضي.
- خطايا الحب.
- الحب أيضا يموت.
- ليل ورغبة.
- جذور في الهواء للأديب الكبير ثروت أباظة.

## جوائز
- جائزة الدولة التشجيعية في الفنون من المجلس الأعلى للثقافة 1982.
- جائزة الإنتاج من التليفزيون 1982.
- جائزة مهرجان التراشيل الألماني واتحاد الإذاعات الأفريقية 1985.

## روابط خارجية
- يحيى العلمي على موقع IMDb (الإنجليزية)
- يحيى العلمي على موقع الدهليز
- يحيى العلمي على موقع قاعدة بيانات الأفلام العربية
- يحيى العلمي على موقع قاعدة بيانات الفيلم (الإنجليزية)